# Borgótiha község
Borgótiha község (románul: Comuna Tiha Bârgăului) község Beszterce-Naszód megyében, Romániában. Központja Borgótiha, beosztott falvai Báránykő, Csószahegy, Marosborgó, Turjágó.

## Népessége
A 2011-es népszámlálás adatai alapján a község népessége 5722 fő volt.

## Látnivalók, turizmus
A község területén áthalad a 2018-ban létrehozott Via Transilvanica hosszútávú turistaút Felföld (Ținutul de Sus) nevű szakasza.